# Bar mleczny
Pour les articles homonymes, voir Bar à lait.

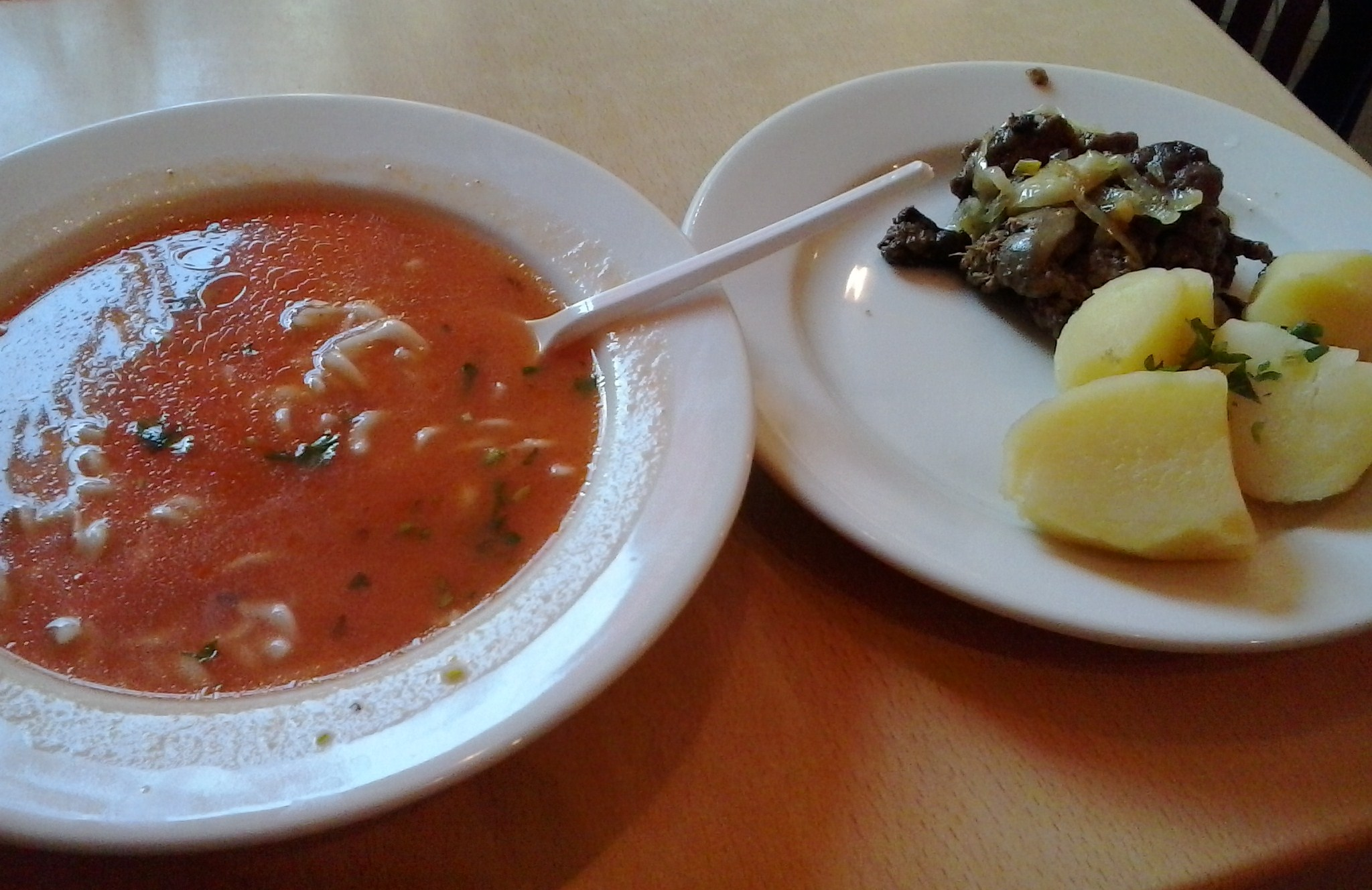
Foie de porc aux oignons accompagné d’une soupe à la tomate dans un bar à Lait à Poznań

Un bar mleczny (« bar à lait » en polonais) est un restaurant qui, durant l’époque communiste, proposait des repas à faible coût, le plus souvent basé sur des produits laitiers.

## Histoire
Le premier bar à lait, appelé Mleczarnia Nadświdrzańska fut fondé en 1896 à Varsovie par Stanisław Dłużewski, membre de la noblesse polonaise,. 
Bien que les bars mleczny proposent un menu essentiellement basé sur les produits laitiers, on peut également y trouver d’autres spécialités polonaises non-basées sur du lait tels que des omelettes, des céréales ou des plats à base de farine comme les pierogis.

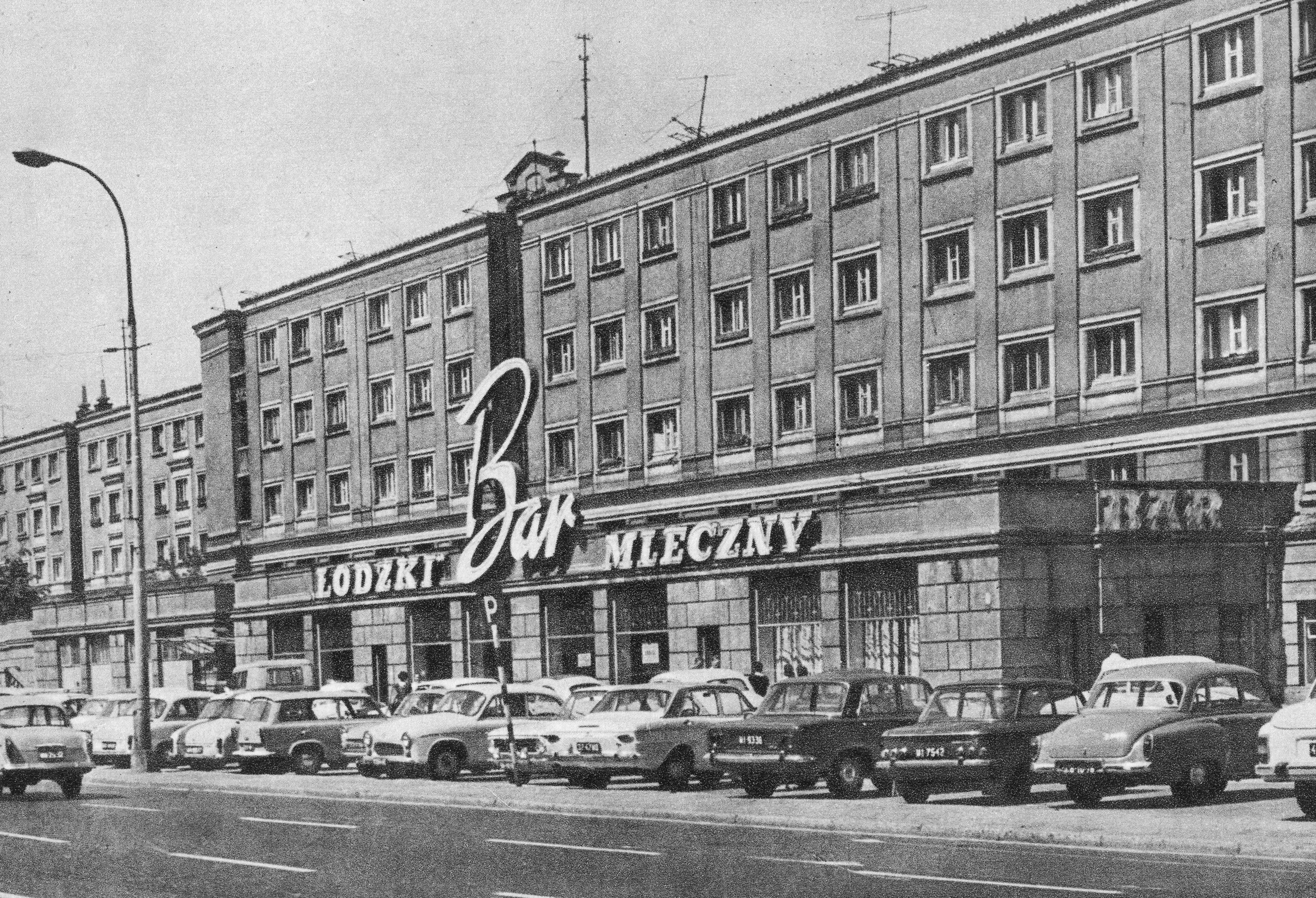
Le bar à lait Łódzki milk situé au Świerczewskiego 82 (à présent Solidarności 82) à Varsovie, c. 1971

Le succès des premiers bars à lait incitât d’autres hommes d’affaires à copier ce modèle de restaurant. Après la première guerre mondiale, des bars à lait apparurent à travers la majorité du pays. Ils offraient de la nourriture accessible et nourrissante. Ils se répandirent encore plus durant la crise économique des années 30 et la seconde guerre mondiale.
Après la seconde guerre mondiale, la Pologne communiste nationalisa la plupart des restaurants. Durant les années 60, les bars à lait étaient un moyen de proposer des repas accessible aux travailleurs d’entreprises qui ne disposaient pas d’une cantine.
Ils servaient alors principalement des produits laitiers et des repas végétariens

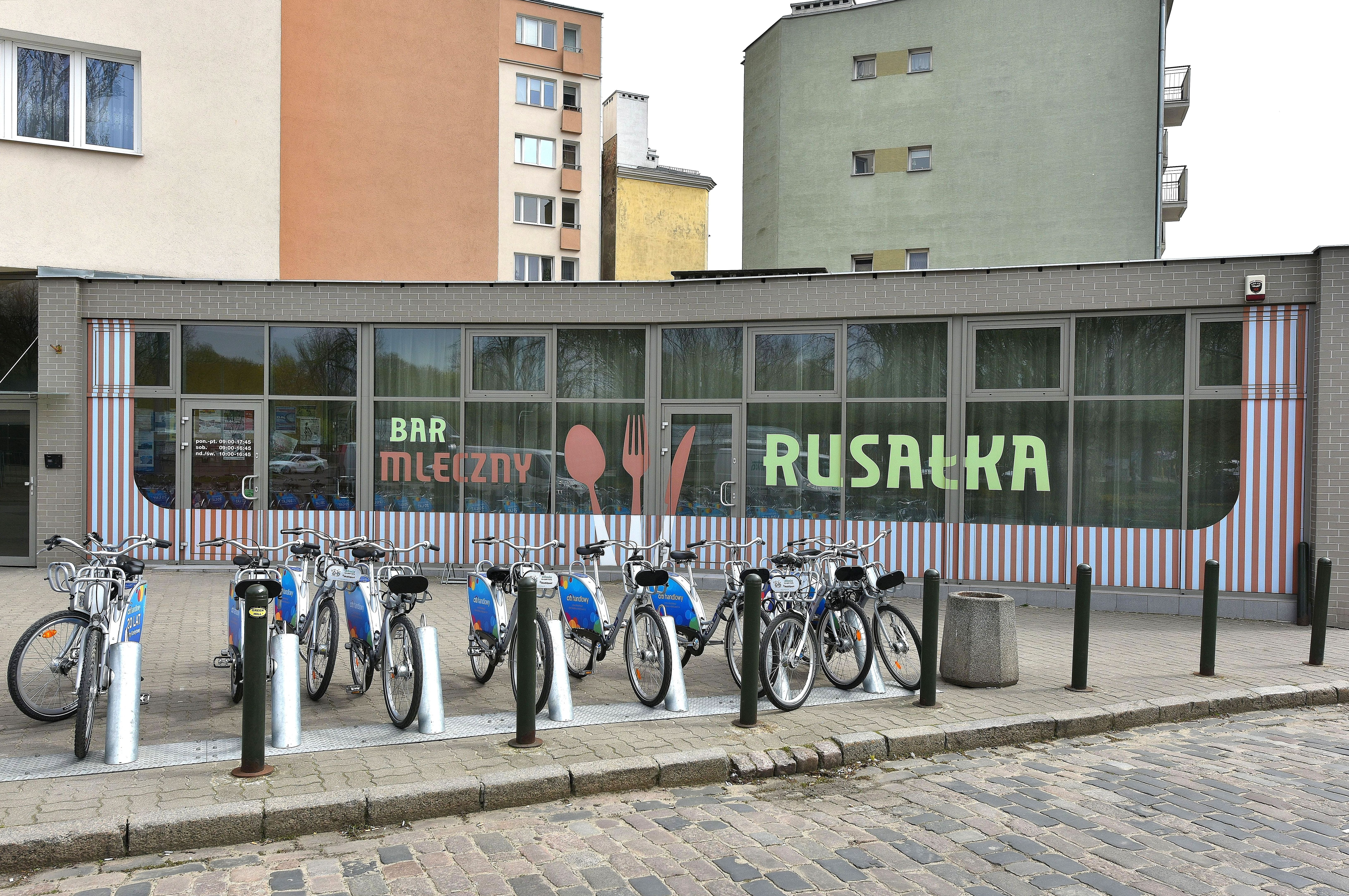
Bar à lait au Floriańska 14 à Varsovie

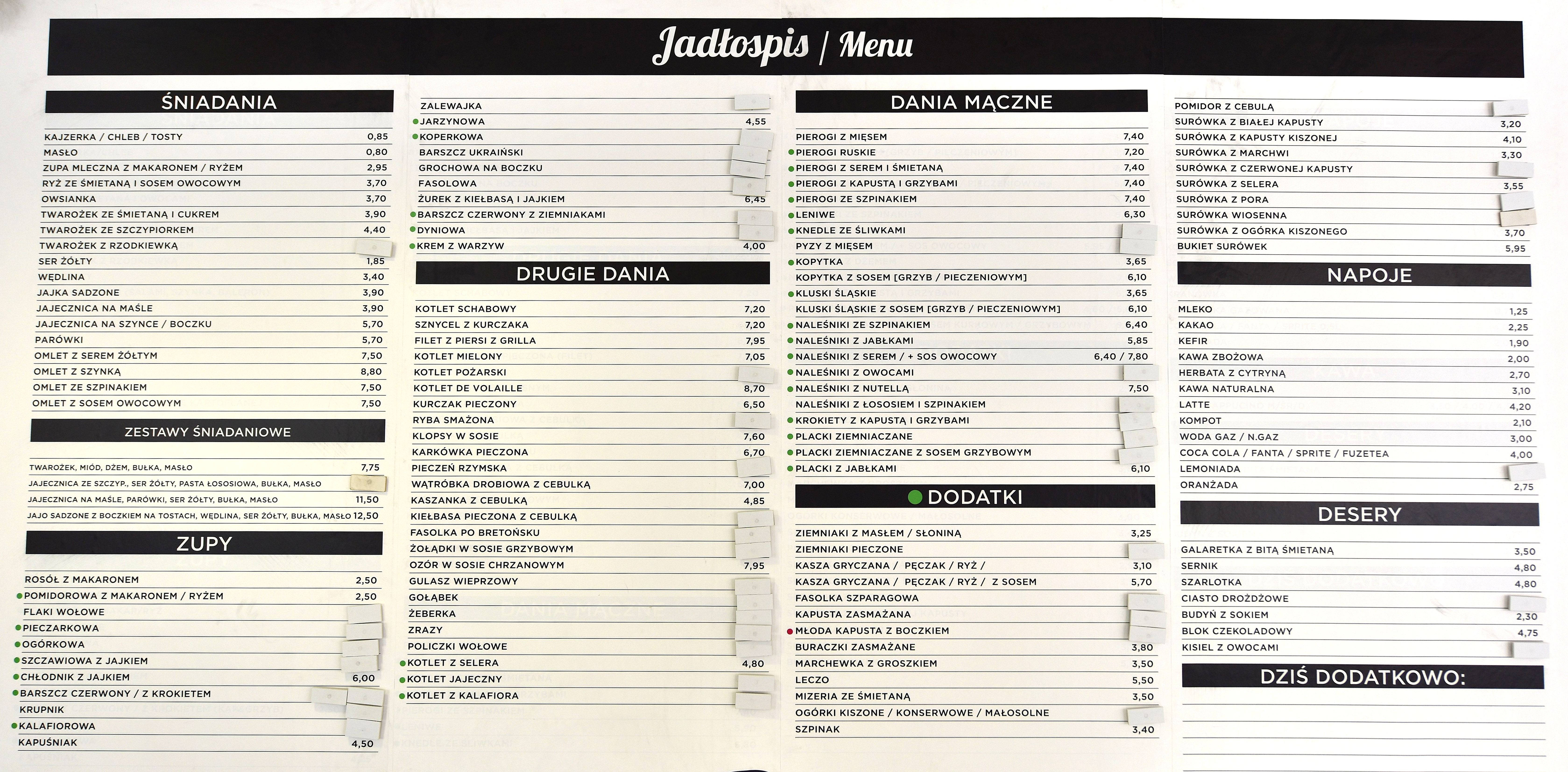
Menu d’un bar à lait de Varsovie en 2019

## De nos jours

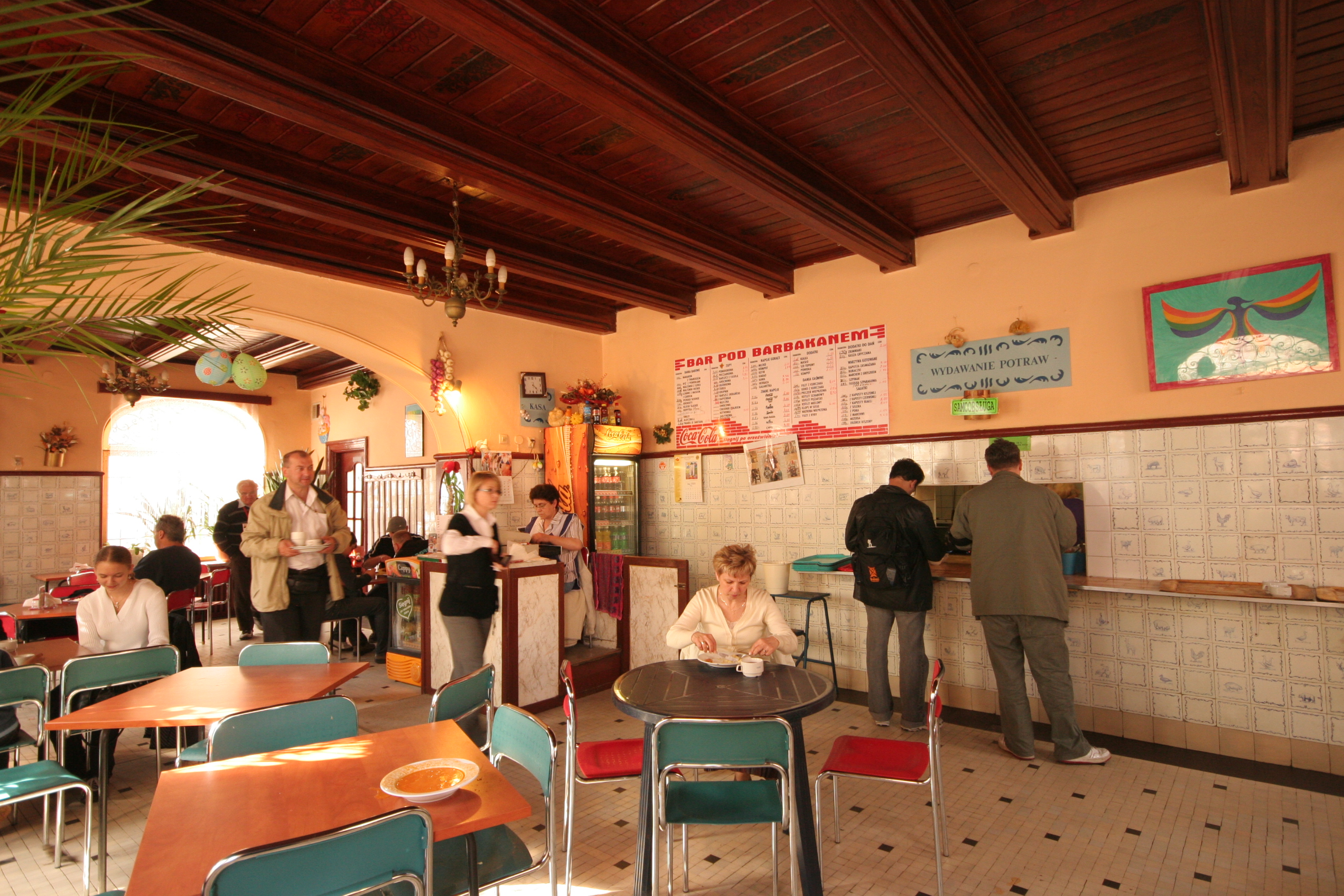
Bar à lait à Varsovie

Après la fin du système communiste, la majorité des bars à lait firent faillite et furent remplacés par des restaurants plus classiques. Cependant, certains furent préservés pour aider les habitants les plus pauvres. Au début de la décennie 2010, des bar à lait ont recommencé à émerger en tant que petits restaurants peu onéreux proposant cependant une nourriture de qualité.
Certains bars à lait, en raison de leur emplacement, ont été victimes de gentrification et sont défendus par des groupes militants.
Les bars à lait sont actuellement majoritairement détenus par le secteur privé, certains sont néanmoins subventionnés pour leur permettre de proposer des tarifs  bas